# Antiblemma correcta
Antiblemma correcta är en fjärilsart som beskrevs av Paul Dognin 1912. Antiblemma correcta ingår i släktet Antiblemma och familjen nattflyn. Inga underarter finns listade i Catalogue of Life.